# Alena Rudkouskaia
Alena Rudkouskaia   () és una nedadora belarussa, ja retirada, especialista en braça, que va competir durant la dècada de 1990.
El 1992, sota bandera l'Equip Unificat, va prendre part en els Jocs Olímpics d'Estiu de Barcelona on va disputar tres proves del programa de natació. En els 100 metres braça guanyà la medalla d'or i en els 4x100 metres estils guanyà la de bronze. En els 200 metres braça fou quarta. El 1996, sota bandera de Belarús, va disputar els Jocs d'Atlanta, on quedà eliminada en sèries en la peova dels 100 metres braça.
En el seu palmarès també destaquen quatre medalles en el Campionat d'Europa de natació, tres d'or sota bandera de la Unió Soviètica el 1991 i una de bronze, sota bandera de Belarús el 1993. A les Universíades de 1993 guanyà una medalla de bronze. Guanyà tres campionats soviètics, dos dels 100 metres braça, el 1990 i 1991, i un dels 200 metres braça, el 1991.
El 1991 i el 1992 fou escollida millor esportista belarussa de l'any.